# 纳沙泰尔
纳沙泰尔（法語：Neuchâtel，法語發音：[nøʃɑtɛl] ⓘ）位于瑞士西部纳沙泰尔湖畔，是纳沙泰尔州的首府。

## 历史
“纳沙泰尔”一名最早记载于1011年，当时称为Novum Castellum，即拉丁语的“新城堡”。在中世纪早期，纳沙泰尔归属勃艮第王国统治，后来归属于阿尔勒王国（属神圣罗马帝国的一部分）。纳沙泰尔曾经在勃艮第王位继承战争中受到战火波及。1180年，乌尔里希二世正式成为纳沙泰尔伯爵，象征纳沙泰尔正式成为一个独立领土。最后一任纳沙泰尔伯爵让·德·弗里堡在1457年去世，没有留下合法继承者，由霍赫贝格的鲁道夫继承爵位。1504年，奥尔良-龙格维尔家族的路易继承纳沙泰尔伯爵之位，该家族统治纳沙泰尔至1707年，即玛丽·德·内穆尔去世为止，没有留下合法继承者。值得注意的是，1540年纪尧姆·法雷尔在纳沙泰尔成功开展宗教改革。
经过一段政治角力之后，纳沙泰尔法院在1707年判定纳沙泰尔市属于普鲁士国王的私家财产。原因有二：其一、两者同样信奉新教，其二、普鲁士王国本土距离纳沙泰尔太远，可以保证纳沙泰尔的高度自治权。
1806年，拿破仑入侵瑞士，普鲁士国王腓特烈·威廉三世宣布将纳沙泰尔割让给法国。之后拿破仑将该地交给贝尔蒂埃统治，头衔为“纳沙泰尔亲王”。1814年，拿破仑帝国崩溃，贝尔蒂埃宣布退位，纳沙泰尔重归普鲁士。但纳沙泰尔州同时与日内瓦州、瓦莱州一同宣布加入瑞士联邦，形成了一州两属的政治格局。
1848年2月29日至3月1日，纳沙泰尔爆发革命，革命者炮轰瓦朗然城堡，迫使驻守的保王党卫队投降，并宣布成立共和国。1856年，经过大国协调，普鲁士国王腓特烈·威廉四世宣布放弃纳沙泰尔全部权利。纳沙泰尔至此完全成为瑞士联邦的一部分。
2021年1月1日，佩瑟、科塞勒-科芒德雷什和瓦朗然三个市镇正式并入纳沙泰尔市，令其成为瑞士法语区人口第三多的城市。

## 地理
纳沙泰尔位于瑞士西部法语区的中心地带，距离法国边境仅25公里，它位于纳沙泰尔湖的西北岸，往东40公里是瑞士首都伯尔尼，往西南方向106公里是日内瓦，往西74公里是法国城市贝桑松。它与巴塞尔等城市一同属于莱茵-罗讷河大都会区。
根据联邦统计署的数据，纳沙泰尔面积为18.1平方公里，其中35.6%是住宅或者基础设施用地，10.2%是农业用地，54.0%是林业用地，0.3%是非生产用地。
纳沙泰尔最重要的河流是塞永河，它流量不大，流入瑞士国内最大的湖泊纳沙泰尔湖。纳沙泰尔市中心位于塞永河的右岸（东岸），虽然塞永河无法通航，但一直是纳沙泰尔当地工业的重要组成部分，为该地的工厂提供必要的能源。

### 气候
| 纳沙泰尔 (1991–2020)                    | 纳沙泰尔 (1991–2020) | 纳沙泰尔 (1991–2020) | 纳沙泰尔 (1991–2020) | 纳沙泰尔 (1991–2020) | 纳沙泰尔 (1991–2020) | 纳沙泰尔 (1991–2020) | 纳沙泰尔 (1991–2020) | 纳沙泰尔 (1991–2020) | 纳沙泰尔 (1991–2020) | 纳沙泰尔 (1991–2020) | 纳沙泰尔 (1991–2020) | 纳沙泰尔 (1991–2020) | 纳沙泰尔 (1991–2020) |
| 月份                                    | 1月                  | 2月                  | 3月                  | 4月                  | 5月                  | 6月                  | 7月                  | 8月                  | 9月                  | 10月                 | 11月                 | 12月                 | 全年                 |
| --------------------------------------- | -------------------- | -------------------- | -------------------- | -------------------- | -------------------- | -------------------- | -------------------- | -------------------- | -------------------- | -------------------- | -------------------- | -------------------- | -------------------- |
| 平均高温 °C（°F）                       | 3.9 (39.0)           | 5.6 (42.1)           | 10.6 (51.1)          | 15.0 (59.0)          | 18.9 (66.0)          | 22.9 (73.2)          | 25.3 (77.5)          | 24.7 (76.5)          | 19.8 (67.6)          | 14.1 (57.4)          | 8.1 (46.6)           | 4.6 (40.3)           | 14.5 (58.1)          |
| 日均气温 °C（°F）                       | 1.8 (35.2)           | 2.6 (36.7)           | 6.5 (43.7)           | 10.3 (50.5)          | 14.2 (57.6)          | 18.0 (64.4)          | 20.1 (68.2)          | 19.6 (67.3)          | 15.5 (59.9)          | 10.8 (51.4)          | 5.8 (42.4)           | 2.6 (36.7)           | 10.7 (51.3)          |
| 平均低温 °C（°F）                       | −0.3 (31.5)          | −0.1 (31.8)          | 2.9 (37.2)           | 6.0 (42.8)           | 9.9 (49.8)           | 13.5 (56.3)          | 15.4 (59.7)          | 15.2 (59.4)          | 11.7 (53.1)          | 8.0 (46.4)           | 3.5 (38.3)           | 0.6 (33.1)           | 7.2 (45.0)           |
| 平均降水量 mm（）                       | 69 (2.7)             | 58 (2.3)             | 63 (2.5)             | 67 (2.6)             | 87 (3.4)             | 87 (3.4)             | 92 (3.6)             | 99 (3.9)             | 77 (3.0)             | 88 (3.5)             | 76 (3.0)             | 92 (3.6)             | 956 (37.6)           |
| 平均降雪量 cm（）                       | 10 (3.9)             | 8 (3.1)              | 4 (1.6)              | 0 (0)                | 0 (0)                | 0 (0)                | 0 (0)                | 0 (0)                | 0 (0)                | 0 (0)                | 2 (0.8)              | 9 (3.5)              | 33 (13)              |
| 平均降水天数（≥ 1.0 mm）                | 9.9                  | 8.9                  | 9.0                  | 9.2                  | 11.4                 | 10.4                 | 10.3                 | 10.2                 | 8.5                  | 10.4                 | 9.6                  | 10.5                 | 118.3                |
| 平均降雪天数（≥ 1.0 cm）                | 3.4                  | 2.7                  | 1.1                  | 0.3                  | 0.0                  | 0.0                  | 0.0                  | 0.0                  | 0.0                  | 0.0                  | 1.0                  | 2.6                  | 11.1                 |
| 平均相對濕度（％）                      | 82                   | 76                   | 68                   | 65                   | 67                   | 67                   | 64                   | 68                   | 73                   | 80                   | 82                   | 83                   | 73                   |
| 月均日照時數                            | 52                   | 92                   | 157                  | 188                  | 208                  | 232                  | 254                  | 234                  | 179                  | 108                  | 56                   | 40                   | 1,800                |
| 可照百分比                              | 20                   | 34                   | 45                   | 49                   | 48                   | 54                   | 58                   | 57                   | 50                   | 34                   | 22                   | 16                   | 43                   |
| 来源：瑞士联邦气象和气候局 (MeteoSwiss) |                      |                      |                      |                      |                      |                      |                      |                      |                      |                      |                      |                      |                      |

## 政治
纳沙泰尔的行政管理机构是市政委员会（法语：Conseil community 缩写：CC），作为合议机构进行运作。市政委员会由五名委员组成。每名委员都主持一个或者数个相关的行政部委。行政部委的委员长就任为市长。市长每年由市政委员会进行提名。根据纳沙泰尔州宪法，除了瑞士本国居民以外，在纳沙泰尔州内居住满一年的外国人就可以参加市镇级别的选举，居住满五年则可以参加州级别的选举。
2021年年度的纳沙泰尔市政委员会成员：
- 市长兼领土发展、经济、旅游和建筑遗产部——维奥莱妮·布雷特里-德·蒙特莫兰（自由民主党）
- 副市长兼文化、整合和社会融合部——托马斯·法齐内蒂（社会民主党）
- 副市长兼技术发展、集聚、安全和金融部——迪迪尔·布瓦拉（自由民主党）
- 家庭、培训、健康和体育部——尼科莱·波尔（绿党-劳动党-团结）
- 可持续发展、流动、基础设施和能源部——毛罗·莫鲁奇（绿色自由党（英语：Green Liberal Party of Switzerland））

纳沙泰尔市议会从1888年开始就是城市的立法机构，主要负责城市发展的预算和账目。从1912年开始，市议会选举采用比例代表制。2020年10月以来的议席分配如下：
- 自由民主党：12
- 社会民主党：10
- 绿党-劳动党-团结：14
- 绿色自由党：5

## 经济
纳沙泰尔是钟表业的中心，也是微技术和高科技产业的所在地。这里拥有研究中心和组织，例如瑞士电子和微技术中心 (CSEM)、 微城创新中心(Microcity innovation pole)、 应用科学大学 HE-Arc 工程学院 以及菲利普莫里斯国际的 Cube。 服装公司 heidi.com 也在该市设立了总部。

## 教育

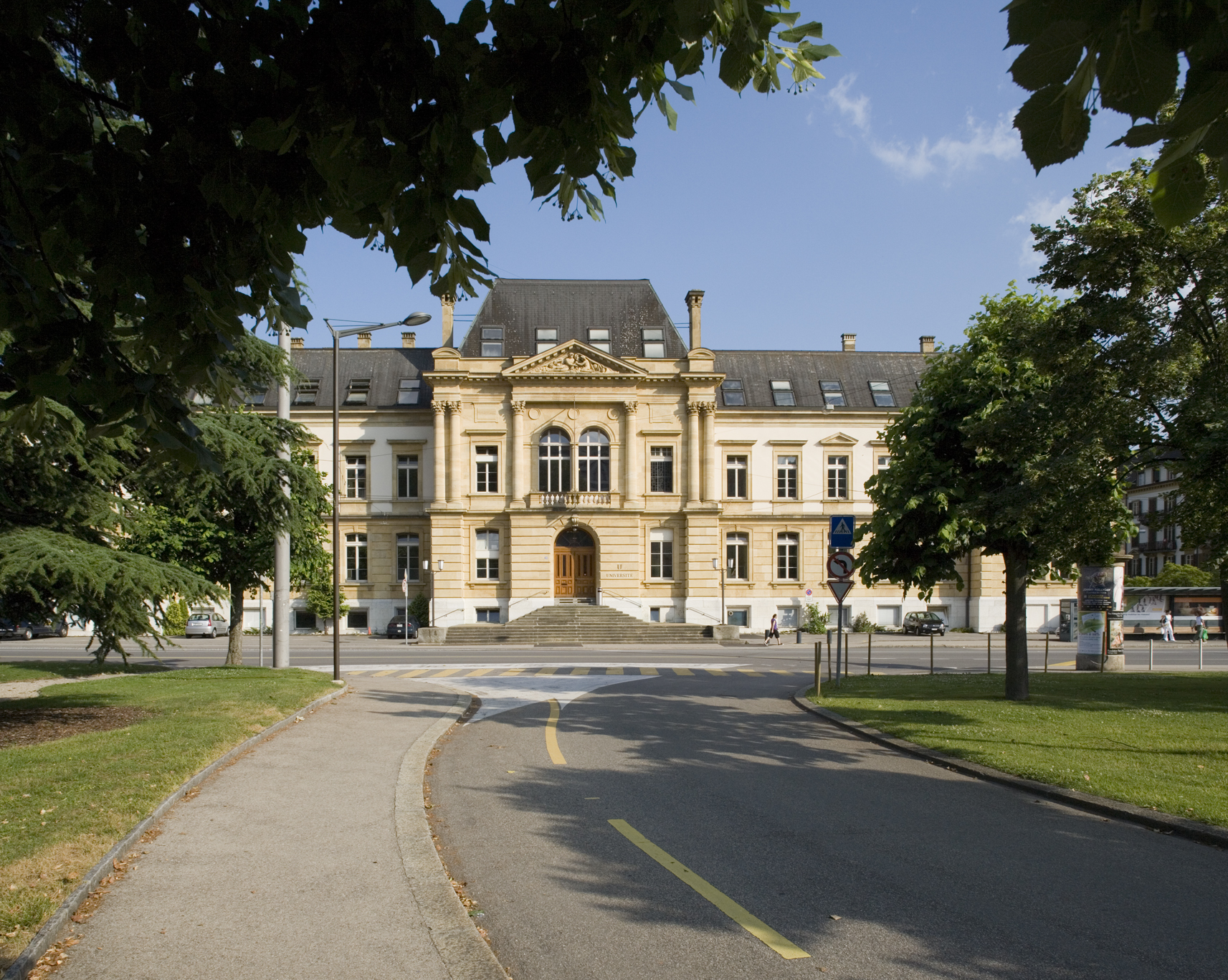
纳沙泰尔大学 (University of Neuchâtel)

纳沙泰尔是法语纳沙泰尔大学的所在地。该大学有五个学院和十多个研究所，包括艺术与人文科学、自然科学、法律、经济学和神学。2005-2006 学年，有 3,595 名学生（1,987 名女生和 1,608 名男生）入学。艺术与人文科学学院是纳沙泰尔大学最大的学院，有 1,500 名学生。大学的一些课程以英语授课。
纳沙泰尔是 Éditions Alphil 的所在地，这是一家成立于 1996 年的大学出版社。
纳沙泰尔拥有八个图书馆：文学学院图书馆、民族学研究所图书馆和民族志博物馆、科学院图书馆、法学图书馆、经济科学图书馆、神学院、图书馆协调服务处和 Haute école Arc – Santé。截至2008年，图书馆共有图书或其他媒体 736,773 册，同年共借出 58,427 册。

## 交通

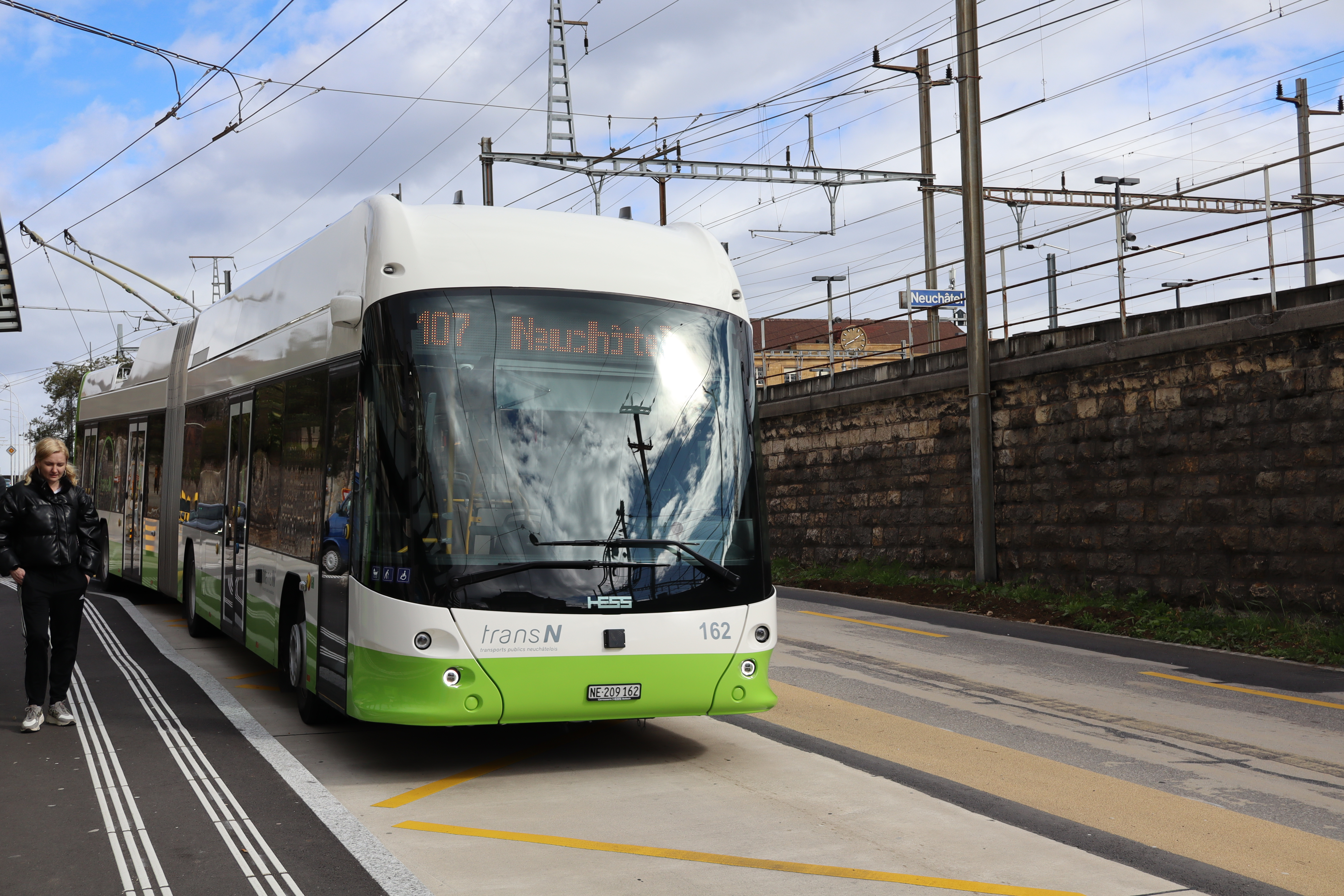
纳沙泰尔火车站附近的 transN 巴士

纳沙泰尔的当地公共交通由纳沙泰尔公共运输公司 (transN) 提供，该公司是纳沙泰尔沿海公共运输公司 (TN) 和纳沙泰尔地区运输公司 (TRN) 于 2012 年合并的结果。transN 运营纳沙泰尔无轨电车系统、缆车、通往布德里的城际轻轨线路以及纳沙泰尔州的其他线路。2022 年，该公司为 25'650'170 人提供服务。
纳沙泰尔火车站是瑞士最重要的铁路线之一汝拉步行铁路（奥尔滕 - 日内瓦机场）的一部分，由瑞士联邦铁路运营。该站也是其他几条线路的交汇处，包括一条由 法国高速列车(TGV)服务的跨境线路，直达列车可在四小时内将纳沙泰尔与巴黎连接起来。
纳沙泰尔机场距市中心约6 km（3.7 mi），乘坐直达电车 9 分钟即可抵达市区。这是一个小型机场，不提供商业航班。纳沙泰尔还与四座国际机场相连：伯尔尼、日内瓦、巴塞尔和苏黎世，距离市中心分别 58 km（36 mi）、 122 km（76 mi）、 131 km（81 mi）和  153 km（95 mi）。日内瓦机场和苏黎世机场均有直达纳沙泰尔的火车，分别在 1 小时 17 分钟和 1 小时 49 分钟内到达两座城市。

## 著名景点
- 纳沙泰尔城堡
- 纳沙泰尔牧师会教堂
- 纳沙泰尔市政厅

## 友好城市
- 法國 贝桑松
- 瑞士 阿劳
- 義大利 桑塞波尔克罗

## 出身名人
- 讓·皮亞傑，近代著名的兒童心理學家、哲學家。